# Telewizyjna Agencja Informacyjna

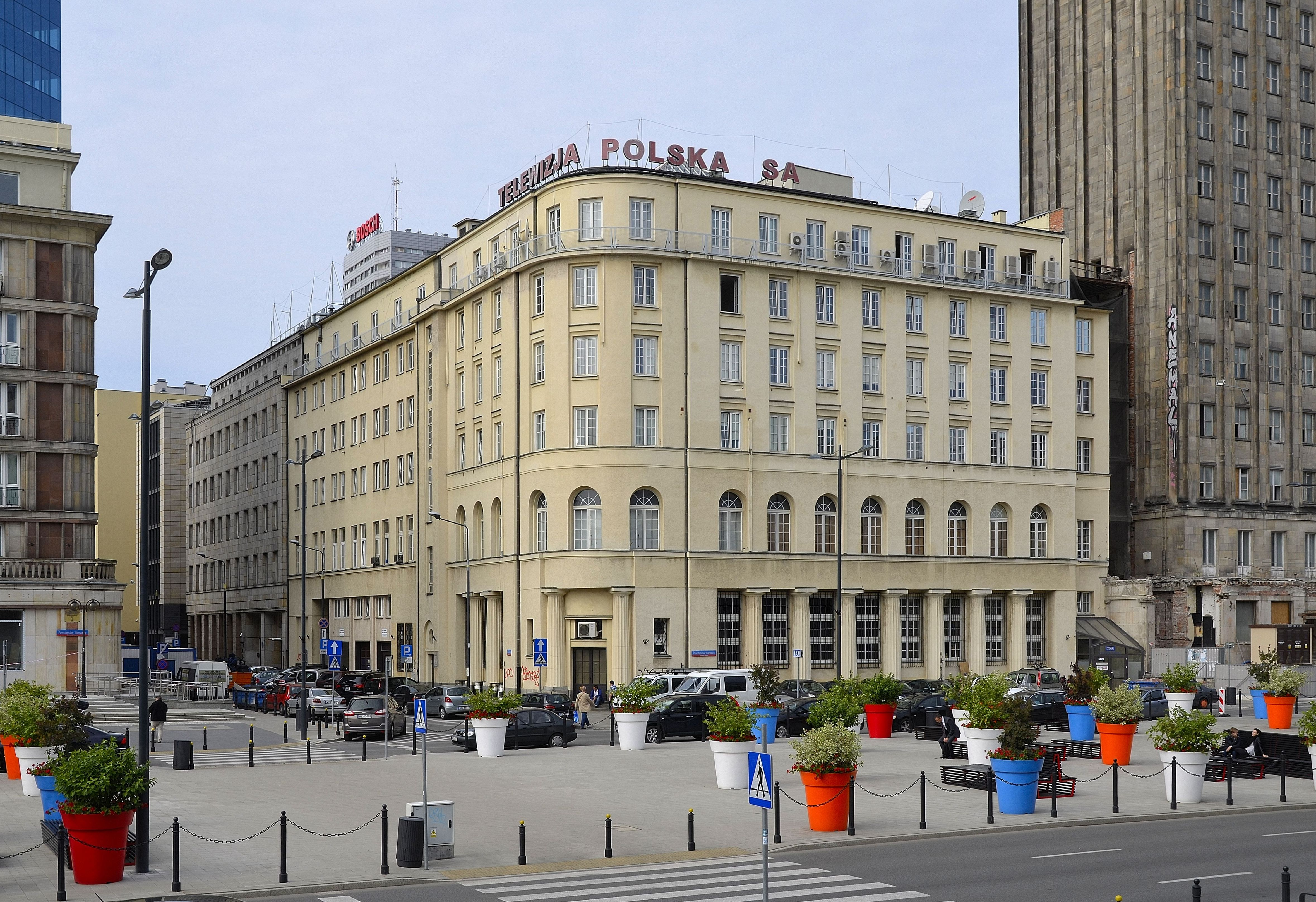
Budynek Telewizji Polskiej przy placu Powstańców Warszawy 7 w Warszawie – siedziba TAI do 20 grudnia 2023

Telewizyjna Agencja Informacyjna (TAI) – jednostka Telewizji Polskiej, powstała z przekształcenia Dyrekcji Programów Informacyjnych utworzonej w 1989 po przemianach w telewizji publicznej, istniała do 31 października 2006. Na jej bazie powstała Agencja Informacji TVP i TVP Info.
TAI została przywrócona 1 lipca 2013, jej szefem został wówczas Tomasz Sandak.
Realizuje materiały informacyjne, reporterskie i dokumentalne na zlecenie serwisów informacyjnych nadawanych w TVP (19.30, Panorama, Serwis Info, Teleexpress i lokalne programy informacyjne, a do 2023 programu Wiadomości) oraz na zlecenie anten telewizyjnych (TVP1, TVP2, TVP Info, TVP Polonia i ośrodków regionalnych).
Dla TAI pracowali tacy dziennikarze, jak: Waldemar Milewicz, Grzegorz Kozak, Katarzyna Kolenda-Zaleska, Jacek Moskwa.
Do 20 grudnia 2023 siedziba TAI znajdowała się w budynku TVP przy pl. Powstańców Warszawy 7. Obecnie TAI znajduje się w głównej siedzibie TVP przy ul. Jana Pawła Woronicza 17.
Telewizyjna Agencja Informacyjna była producentem programu Disco Polo Top emitowanego na antenie TVP Polonia w 1996 roku.

## Szefowie TAI od 2013 roku
| Lp. | Imię i nazwisko            | Okres                                  | Przypis       |
| --- | -------------------------- | -------------------------------------- | ------------- |
| 1.  | Tomasz Sandak              | od 1 lipca 2013 do 6 sierpnia 2015     | [ 4 ]         |
| 2.  | Tomasz Sygut               | od 6 sierpnia 2015 do 1 stycznia 2016  | [ 5 ]         |
| 3.  | Mariusz Pilis              | od 8 stycznia 2016 do sierpnia 2016    | [ 6 ]         |
| 4.  | Piotr Lichota              | od sierpnia 2016 do 4 maja 2017        | [ 7 ]         |
| 5.  | Klaudiusz Pobudzin (p.o.)  | od 5 maja 2017 do 17 stycznia 2018     | [ 8 ] [ 9 ]   |
| 6.  | Jarosław Olechowski (p.o.) | od 17 stycznia 2018 do sierpnia 2018   | [ 10 ]        |
| 7.  | Jarosław Olechowski        | od sierpnia 2018 do 25 kwietnia 2023   | [ 11 ] [ 12 ] |
| 8.  | Michał Adamczyk            | od 25 kwietnia 2023 do 21 grudnia 2023 | [ 12 ] [ 13 ] |
| 9.  | Grzegorz Sajór (p.o.)      | od 21 grudnia 2023                     | [ 13 ]        |

## Korespondenci zagraniczni TAI
- Bruksela – Dorota Bawołek[14]
- Berlin – Magdalena Gwóźdź-Pallokat (również korespondentka Deutsche Welle)[15]
- Kijów – Mateusz Lachowski[16]
- Londyn – Artur Kieruzal[15]
- Paryż – Anna Kowalska[17]
- Waszyngton – Marcin Antosiewicz[18]